# B-werk

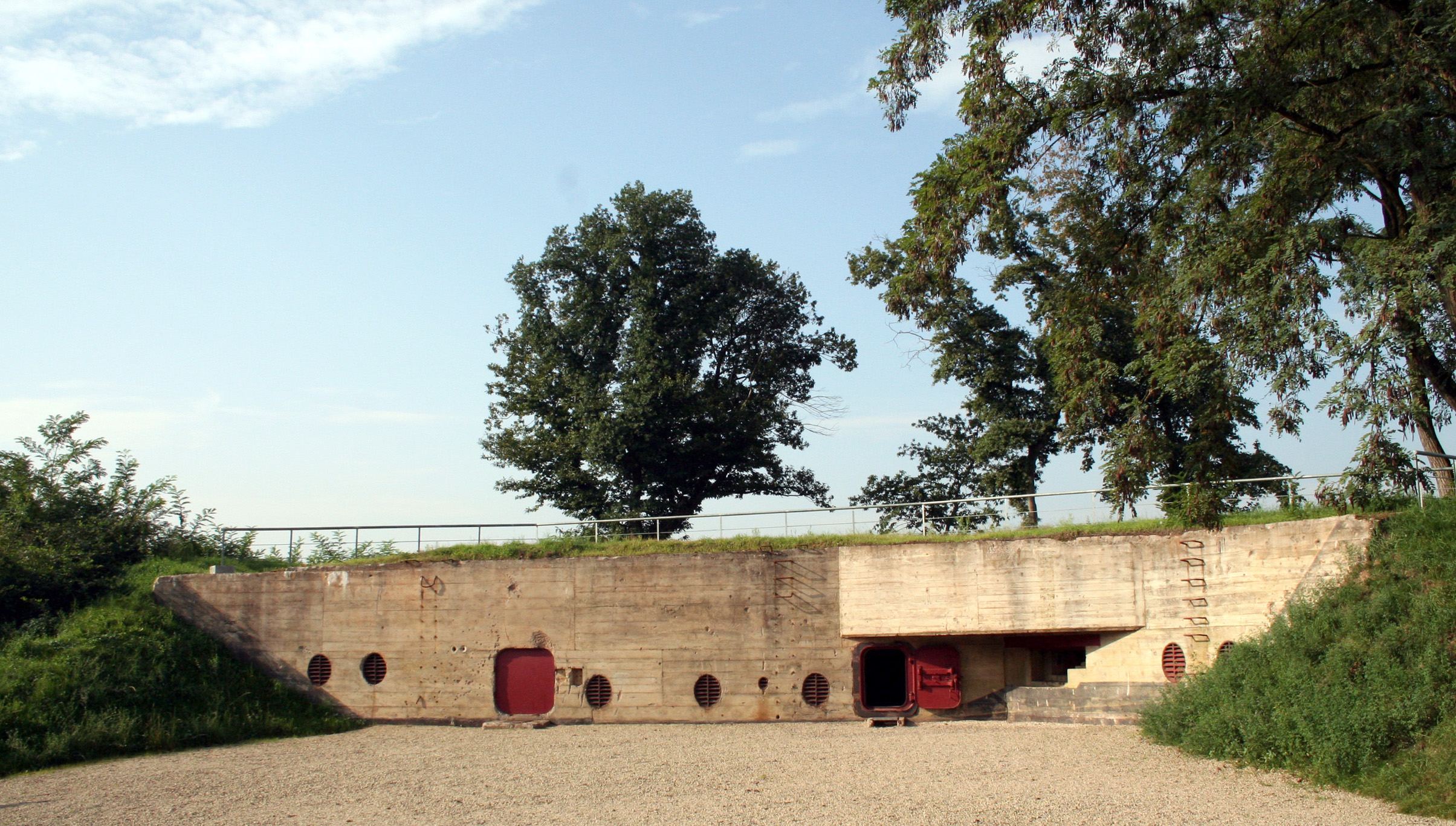
Het B-werk in Besseringen

De B-werk bunkers waren de zwaarste verdedigingsbunkers van de Westwall. De bouw van de B-werke begon in 1937 en stopte in 1939 vlak voor de uitbraak van de Tweede Wereldoorlog.
In totaal werden er 32 B-werken gebouwd.

## Ontwerp
De bunkers waren volledig uitgeruste gevechtsbunkers. Ze bestonden uit twee verdiepingen:
- de begane grond waar alle gevechtsonderdelen plaatsvonden samen met de communicatiekamers en
- een benedenverdieping waar de opslagplaatsen waren voor medicijnen, olie, water, munitie, aggregraten enzovoort, samen met de woonverblijven, wasruimten en keuken.

De bunkers waren gebouwd in Baustarke B1 neu (vertaald: Bouwsterkte B1 nieuw). Hierbij waren de buitenmuren en het dak 1,5 meter dik, wat het sterkste was voor die tijd.
De bunker had drie ingangen: twee die naar de hoofdgang liepen en een waar de M19 mortier was gepland maar die nooit in een van de werken is geplaatst vanwege geldtekort. In plaats van de mortier werd er een stalen koepelplaat geplaatst waar de munitite naar binnen werd vervoerd.
In elk B-werk bunker werkten 100 soldaten waaronder enkele officieren.

## Bewapening
De standaard bewapening voor de B-werken was:
- 2 Sechsschartentürme met elk 2 MG34s
- 1 5 cm automatische M19 mortier
- 1 vlammenwerper

De belangrijkste gebruikte pantsermaterialen:
- 424P01 (M19)
- 420P9 (vlammenwerper)
- 90P9 (observatie)
- 7P7 (nabijverdediging)

## Locatie
Er is nog een toegankelijk B-werk over, in Besseringen (Saarland, Duitsland). Deze is op gezette tijden te bezichtigen. De bunker is nog grotendeels intact.